# Evghenia Guțul
Evghenia Guțul ou Evguenia Gutsul, née le 5 septembre 1986 à Etulia, en Gagaouzie (ancienne RRS moldave, URSS), est une femme politique moldave, gouverneure de Gagaouzie depuis le 19 juillet 2023 après sa victoire à l'élection gouvernorale gagaouze de 2023. 

## Arrestation et incarcération
En mars 2025, Evguenia Gutsul est arrêtée par la police moldave à la demande du Centre national de lutte contre la corruption pour avoir organisé le financement illégal du Parti Șor, un parti politique interdit en juin 2023 pour avoir participé aux tentatives de déstabilisation du pays par la Russie dans le contexte de l'invasion de l'Ukraine par cette dernière. Le parti appartenait à Ilan Shor, homme politique vivant en exil après avoir détourné près d'un milliard d'euros. Elle est accusée d'avoir organisé fin 2022 le financement illégal du parti par des groupes criminels à hauteur de 2,2 millions d'euros, et obtenu en retour le financement illégal de sa campagne à l'élection gouvernorale de 2023,. À la suite de cette arrestation, elle demande le soutien de la Russie pour « utiliser tous les mécanismes diplomatiques, politiques et juridiques pour faire pression sur les autorités moldaves » et la protection de la Turquie au nom de l'« espace historique commun » unissant le pays au gagaouzes, un peuple turcophone,. Le 5 août 2025, elle est condamnée à sept ans de prison ferme,.